# Loquo
Loquo és un portal web d'anuncis classificats i pàgines web de l'Estat espanyol, similar a Craigslist als EUA. Les seves categories principals són: habitatge, comunitat, contactes, serveis, ofertes de treball, cotxes i motos, compravenda, classes i cursos, i té un apartat per a fòrums de debat. Està disponible en 3 idiomes: català, espanyol i anglès. Tots els seus llistats són de franc. A maig del 2005 Loquo.com va ser adquirit per eBay.